# Під знаком Козерога
«Під знаком Козерога» (англ. Under Capricorn) — британська історична драма з елементами трилера режисера Альфреда Гічкока, знята в 1949 році за однойменним романом Гелен Сімпсон (1937).

## Сюжет
Австралія, колонія Новий Південний Уельс, 1831 рік. Племінник губернатора Чарльз, щойно прибувши з Англії, дізнається, що його кузина Генрієтта одружилася з колишнім каторжником, а нині — заможним землевласником Семом Фласкі.
На прийомі в будинку кузини Чарльз бачить, що Генрієтта — алкоголічка з нападами безумства, а їх економка Міллі поводиться дуже зухвало. Чарльз намагається допомогти кузині повернути впевненість. Закохана у свого господаря Міллі змушує Сема ревнувати дружину до Чарльза, вказуючи на відмінності в їх походженні. У нападі люті Сем ранить Чарльза.
Родичі Чарльза намагаються звинуватити Сема у спробі вбивства. Генрієтта зізнається пораненому, що цей рецидив приведе її чоловіка на ешафот. Якось вона випадково застрелила власного брата, і Сем, взявши провину на себе, поніс суворе покарання. У Генрієтти два виходи — або зізнатися у вбивстві, і тоді її виженуть з Австралії і судитимуть, а жертва Сема стане марною, або мовчати, але тоді загине Сем. Благородний Чарльз не збирається передавати справу до суду і благополучно залишає материк. Сім'я Фласкі проводжає його на пристані.

## У ролях
- Інгрід Бергман — Генрієтта Фласкі
- Джозеф Коттен — Сем Фласкі
- Майкл Вайлдінг — Чарльз Едейр
- Маргарет Лейтон — Міллі
- Сесіл Паркер — губернатор
- Деніс О'Ді — містер Корріган
- Джек Вотлінг — Вінтер
- Гаркурт Вільямс — тренер
- Джон Руддок — містер Поттер
- Білл Шайн — містер Бенкс
- Віктор Лукас — отець Смайлі
- Рональд Адам — містер Ріггс
- Френсіс де Фолфф — майор Вілкінс
- Д. Г. Малкастер — доктор Макаллістер
- Олів Слоун — Сел
- Морін Делані — Фло
- Джулія Ленг — Сьюзен
- Бетті Макдермотт — Марта

## Факти
- Багато французьких критиків вважають «Під знаком Козерога» найкращим фільмом Гічкока. Французький журнал про кіно «Кайе дю сінема» в 1958 році назвав картину одним з десяти найкращих фільмів усіх часів і народів.
- Спочатку на роль Сема Фласкі планувався актор Берт Ланкастер, проте студія вважала його надто дорогим і віддала роль Джозефу Коттену.